# Себастьяно Кастанья
Себастьяно Кастанья (1868 , Айдоне  — 1937 , Cusaed, Асьют ) — італійський сержант, військовий інженер і архітектор, учасник Першої італо-ефіопської війни. У битві при Адуа потрапив в полон і згодом був узятий на державну службу імператором Менеліком II.

## Життєпис
Народився на Сицилії, в місті Айдоне, але з дитинства жив у Турині; отримав військову інженерну освіту і звання сержанта, з початку 1890-х років брав участь в колонізації італійцями Еритреї. У 1895 році був призваний на фронт під час Першої італо-абіссінської війни, але після поразки італійців в битві при Адуа потрапив в полон до ефіопів. Після полону був представлений імператору Ефіопії Менеліку II, який, дізнавшись про його будівельну освіту, наказав йому підготувати проєкт і керувати будівництвом собору Святого Георгія в Аддис-Абебі, який за рішенням імператора повинен був будуватися італійськими військовополоненими на честь перемоги Ефіопії у війні. Виконана полоненим італійцем робота настільки сильно вразила Менелика, що він звільнив Кастаньо і запропонував йому залишитися в Ефіопії, перейшовши на державну службу. Кастанья погодився і став незабаром одним з найшанованіших людей в країні, бувши призначеним на посаду, відповідну міністру будівництва в європейських державах: його шанобливо називали «білим інженером», він керував будівництвом багатьох будівель в Аддіс-Абебі та Ефіопії в цілому, в тому числі великого монастиря та акведука в столиці. Він одружився з родичкою раса д'Есте, одного з найавторитетніших ефіопських придворних, і в шлюбі з нею мав двох дочок.
Кастанья продовжував успішно працювати в Ефіопії і після смерті Менелика II, а наступні правителі країни дуже добре ставилися до нього; зокрема, в правління Хайле Селассіє I він керував роботами з будівництва моста через Блакитний Ніл. Коли в 1935 році почалася Друга італо-ефіопська війна, Кастанья раптово оголосив імператору, що не може воювати проти співвітчизників, і попросив відпустити його до італійців, на що імператор погодився. Італійська влада в Еритреї прийняла його, а після окупації ними в ході війни майже всієї країни до 1937 року використовували його авторитет для пропаганди колабораціонізму серед ефіопів. У багатьох областях країни, проте, тривали повстання, і Кастанья, який вільно говорив амхарською, відправився парламентарем до однієї з них, але був схоплений і вбитий: повстанці відрубали йому голову і підкинули її в мішку до одного з італійських фортів.

## Пам'ять в історії
Історія Себастьяно Кастаньо в Європі, на відміну від Ефіопії, була повністю забута до початку 2000-х років (не дивлячись на наявність єдиної публікації в Італії в 1970 році) і згодом називалася «історичним відкриттям»; в його рідному місті Айдоне нині одна з вулиць має його ім'я. У 2013 році на основі збережених відомостей про його життя була написана опера.